# Arsenali keskus
Le centre commercial de l’Arsenal (en estonien : Arsenali keskus) est un centre commercial à Tallinn en Estonie.

## Présentation
Le centre a ouvert à l'automne 2016.
Le centre est situé dans un bâtiment autrefois utilisé par la compagnie d'armement Arsenal. À l'automne 2016, plus de 30 boutiques et prestataires de services et 8 cafés et restaurants uniques ont ouvert leurs portes à Arsenal.
Arsenal est un centre commercial à l'architecture et à l'histoire uniques. Le bâtiment historique en briques rouges est une combinaison d'architecture impériale et de commodités modernes. Il y a une épicerie nécessaire au quotidien, un des boutiques et des services spécialisés, ainsi que plusieurs cafés.

## Histoire du bâtiment
La construction du bâtiment de usine d'armement Arsenal a commencé à la fin de l'ère tsariste en 1917. 
Le bâtiment de style classique était initialement prévu pour être utilisé comme caserne. Cependant, comme le bâtiment n'a pas été achevé à l'époque tsariste et ne pouvait pas être utilisé comme caserne, le bâtiment de l'Arsenal était déjà utilisé pendant la guerre d'indépendance de l’Estonie pour la production de divers produits nécessaires à l'armée.
Dans les premières années, la mission principale de l'usine, alors appelé Arsenal, était d'adapter les armes laissées en Estonie après la Première Guerre mondiale et la guerre d'indépendance de l’Estonie. 
Plus tard, Arsenal se chargea d'approvisionner les forces de défense estoniennes.
L'usine d'Arsenal produisait des mitraillettes, des fusils, des grenades, des masques à gaz, des mines antichar, des munitions d'artillerie, du matériel optique, des cartouches et des pièces d'armes.
L'usine a même construit des voitures blindées.
Au début de la Seconde Guerre mondiale, les équipements et les archives les plus récentes d'Arsenal ont été transférés en Russie. Après la guerre, l'arsenal d'artillerie navale soviétique était situé dans les bâtiments, qui était engagé dans l'entretien et la réparation de l'artillerie navale et côtière, et plus tard aussi des missiles et des équipements optiques et électroniques d'armes.
Dans les premières années de la république d'Estonie, Arsenal a exécuté les commandes des Forces de défense estoniennes jusqu'à la vente des bâtiments en 2012.